# 安格瑞斯特
安格瑞斯特（Angrist）是托爾金奇幻小說裡的虛構武器。
安格瑞斯特在辛達林語解作「斬鐵者」，這小刀是由諾格羅德的武器鐵匠塔爾查所鑄造，由庫路芬使用。安格瑞斯特非常鋒利和強大，強大得不可放入刀鞘內。貝倫也以安格瑞斯特從魔苟斯的鐵冠上挑下精靈寶鑽。當貝倫再嘗試挑下第二顆精靈寶鑽時，安格瑞斯特的刀尖斷裂。

## 引用
1. 1 2  Kocher（1980年），第139页
2. ↑  Drout（2007年），第704页